# Der junge Lord
Der junge Lord (en alemany, El jove Lord) és una òpera còmica en dos actes de Hans Werner Henze sobre un llibret en alemany d'Ingeborg Bachmann, basat en Der Affe als Mensch (El simi entre els humans) de Wilhelm Hauff.
L'estil i la trama deuen molt a l'òpera buffa italiana, amb influències de Vincenzo Bellini i Gioachino Rossini. Andrew Porter ha anotat quatre estils musicals distints en l'òpera, corresponent a quatre nivells diferents de caràcters:
- neoclàssic clàssic, per la gent del poble;
- neostraussià arioso, per l'entrada de Sir Edgar ;
- Un estil "més salvatge, més erràtic", pel circ ambulant;
- estil líric, per la música d'amor de Luise.

## Representacions
L'òpera va ser encarregada pel Deutsche Oper Berlín, on es va estrenar el 7 d'abril de 1965. La producció va ser de Gustav Sellner, i el director va ser Christoph von Dohnányi.

## Funcions i creadors de funció

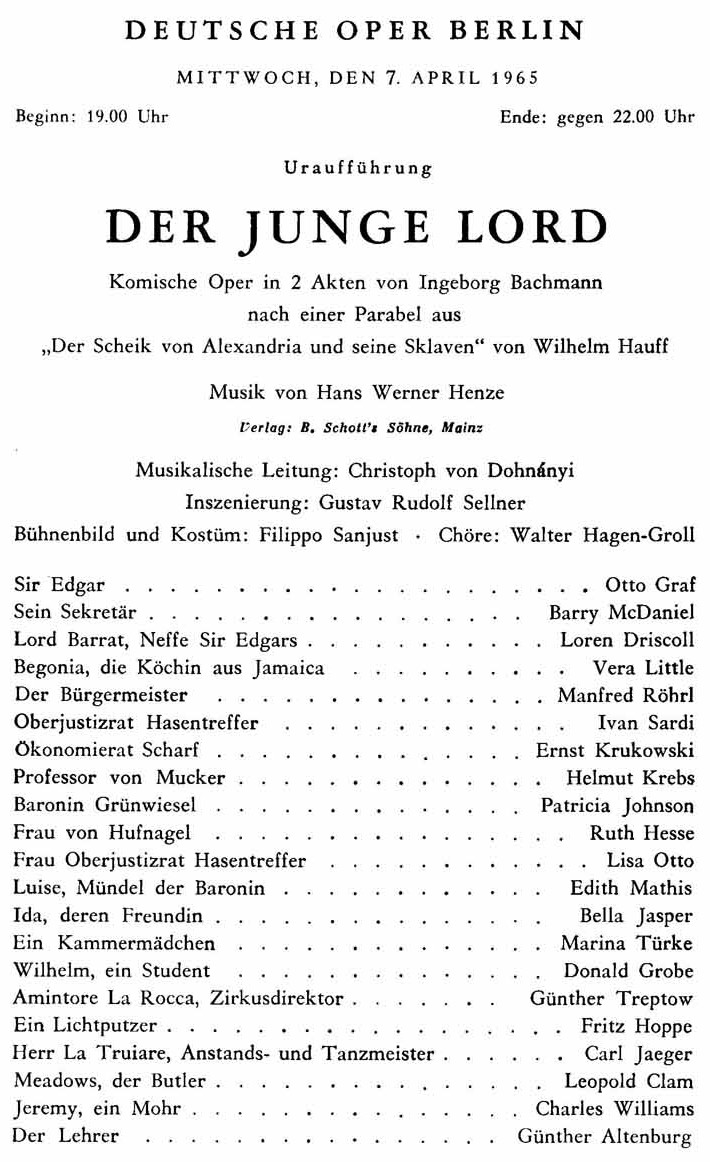
Pòster de l'estrena, 7 d'abril de 1965, Deutsche Oper Berlín

## Funcions i creadors de funció[4]
| Rol                    | Tipus de veu | Elenc estrena, 7 d'abril de 1965 (Director: Christoph von Dohnányi) |
| ---------------------- | ------------ | ------------------------------------------------------------------- |
| Lord Barrett           | tenor        | Loren Driscoll                                                      |
| Luise                  | soprano      | Edith Mathis                                                        |
| Baronessa Grünwiesel   | mezzosoprano | Patricia Johnson                                                    |
| Secretari de Sir Edgar | baríton      | Barry McDaniel                                                      |
| Armintore              | tenor        | Günter Treptow                                                      |
| Begonia                | mezzosoprano | Vera Poc                                                            |
| Alcalde                | baix-baríton | Manfred Röhrl                                                       |
| Hasentreffer           | baríton      | Ivan Sardi i Emil Graf                                              |
| Frau Hasentreffer      | soprano      | Lisa Otto                                                           |
| Frau von Hufnagel      | mezzosoprano | Ruth Hesse                                                          |
| Ida                    | soprano      | Bella Jasper                                                        |
| Scharf                 | baríton      | Ernst Krukowski                                                     |
| Von Mucker             | tenor        | Helmut Krebs                                                        |
| Wilhelm                | tenor        | Donald Grobe                                                        |
| Sir Edgar              | paper mut    | Otto Graf                                                           |

## Enregistraments
- Deutsche Grammophon 445 248-2 (CD reestrena); Edith Mathis, Bella Jasper, Vera Little, Donald Grobe, Barry McDaniel, Patricia Johnson, Loren Driscoll, Manfred Röhrl, Günther Treptow; Schöneberger Sängerknaben; cor i orquestra del Deutsche Oper Berlín; Christoph von Dohnányi, director